# Leechia bilinealis
Leechia bilinealis là một loài bướm đêm trong họ Crambidae.